# Мінтіу-Герлій
Мінтіу-Герлій (рум. Mintiu Gherlii) — село у повіті Клуж в Румунії. Входить до складу комуни Мінтіу-Герлій.
Село розташоване на відстані 335 км на північний захід від Бухареста, 40 км на північний схід від Клуж-Напоки.

## Населення
За даними перепису населення 2002 року у селі проживали 1497 осіб.
Національний склад населення села:
| Національність | Кількість осіб | Відсоток |
| -------------- | -------------- | -------- |
| румуни         | 1458           | 97,4%    |
| цигани         | 20             | 1,3%     |
| угорці         | 19             | 1,3%     |

Рідною мовою назвали:
| Мова      | Кількість осіб | Відсоток |
| --------- | -------------- | -------- |
| румунська | 1484           | 99,1%    |
| угорська  | 13             | 0,9%     |